# حارة زبيد (صنعاء)
حارة زبيد هي إحدى حارات حي حزيز بمديرية ضواحي الأمانة سنحان وبني بهلول إحد مديريات العاصمة اليمنية صنعاء، بلغ تعداد سكانها 3272 نسمة حسب تعداد اليمن لعام 2004.